# Trévilly
Trévilly es una localidad y comuna francesa situada en la región de Borgoña, departamento de Yonne, en el distrito de Avallon y cantón de Guillon.

## Demografía
| 219 | 234 | 195 | 204 | 155 | 154 | 152 | 164 | 151 | 144 | - | - | 171 | 172 | 170 | 154 | 155 | 152 | 164 | 151 | 144 | 111 | 87 | 90 | 100 | 80 | 102 | 78 | 75 | 73 | 59 | 74 | 62 |
| Para los censos de 1962 a 1999 la población legal corresponde a la población sin duplicidades (Fuente: INSEE [Consultar]) |     |     |     |     |     |     |     |     |     |   |   |     |     |     |     |     |     |     |     |     |     |    |    |     |    |     |    |    |    |    |    |    |

Según cassini.ehess.fr, la comuna fue olvidada en la publicación de datos de los censos de 1866 y 1872.
Gráfica de la evolución de la población desde 1793